# 지마 (X1-MA)
〈_지마 (X1-MA)〉는 엠넷의 서바이벌 리얼리티 프로그램 《PRODUCE X 101》의 참가자들이 부른 노래이다. 《PRODUCE X 101》의 테마곡이기도 하다. 2019년 3월 21일 지니 뮤직을 통해 공개되었다.

## 개요
《PRODUCE 101》의 시즌 1부터 시즌 3까지는 제목에 PICK ME가 포함되어 있지만 이번 작품에서는 포함되어 있지 않다.